# Дуров, Геннадий Олегович
Генна́дий Оле́гович Ду́ров (11 февраля 1983, Алма-Ата, Казахская ССР, СССР — 16 марта 2015, Заилийский Алатау, Казахстан) — казахстанский альпинист, мастер спорта РК, кандидат в мастера спорта по скалолазанию, трёхкратный чемпион республики[какой?], обладатель награды «Золотой Ледоруб Азии». Совершил множество сложнейших восхождений в различных горных системах мира. Погиб во время тренировочного восхождения на пик Октябрёнок.

## Биография
Родился 11 февраля 1983 года. Отец Дуров Олег, мать Дурова Светлана.
После школы поступил в КазГАСА (эколог).
Работал в ДЧС Алматы.
Был женат. Имел двоих детей (дочки Маргарита, Ангелина). Жил в Алма-Ате, работал курьером в почтовой службе FedEx.
Помимо этого, работал главным тренером в секции альпинизма Alpine Asia Team — бывшей секции альпинизма при ЦСКА Министерства обороны Республики Казахстан.
Альпинизмом начал заниматься во второй половине 1990-х годов. Совершил значительное число восхождений различной (в том числе высшей) категории сложности не только в родном Казахстане, но и за рубежом.
К числу его наиболее значимых восхождений относят:
- 2003 — пик Хан-Тенгри (7010м) по маршрут Кузьмина (5Б);
- 2004 — пик Мраморная стена (6400м) по маршруту Губаева (5А);
- 2008 — участие в попытке зимнего восхождения на Макалу (8463м)[5];
- 2008 — пик Свободной Кореи, 5Б; п. Баянкол (первопрохождение юго-восточного ребра (5А)), ; пик Восьми Альпинисток (по центру западной стены (первопрохождение, 6А); пик Йошкар-Ола (по центру западной стены (первопрохождение, 5А));
- 2009 — пик Семёнова-Тянь-Шанского по маршруту Никифоренко (5Б);
- 2013 — восхождения в Аргентине (Патагония): пик Фиц Рой, пик Хабаровск (первопрохождение, маршрут Г. Дурова).

На 2009 год в рейтинге казахстанских альпинистов занимал четвёртое место.
Наибольшую известность Дуров получил за восхождение в 2011 году в двойке с Денисом Урубко по новому сложнейшему маршруту на пик Победы, получившему название «Палка к Доллару» — своеобразному логическому продолжению маршрута «Путь по доллару», впервые пройденному алма-атинскими альпинистами в 1982 году. Восхождение было осуществлено в альпийском стиле. После этого восхождения Геннадий Дуров и Денис Урубко осенью 2011 года стали обладателями высшей континентальной награды «Золотой Ледоруб Азии», а также были номинированы на вручение самой престижной в мире альпинистской премии «Золотой Ледоруб» 2012.
Погиб 16 марта 2015 года во время восхождении на пик Октябрёнок в Малом Алматинском ущелье по правой части западного ребра (3А) вместе с начинающим альпинистом из Караганды.